# Bonsecours (Seine-Maritime)
Bonsecours ist eine französische Gemeinde im Département Seine-Maritime in der Region Normandie. Die Gemeinde befindet sich im Kanton Darnétal des Arrondissements Rouen. Zum 1. Januar 2022 betrug die Gesamtbevölkerung 6444 Einwohner, die Bonauxilliens genannt werden.

## Geographie
Bonsecours liegt an der Seine und ist umgeben von Rouen im Norden, Saint-Léger-du-Bourg-Denis im Nordosten, Le Mesnil-Esnard im Südosten, Amfreville-la-Mi-Voie im Süden und Sotteville-lès-Rouen im Westen. 
Durch die Gemeinde führt die frühere Route nationale 14. 

## Geschichte
Bonsecours befindet sich am Ort der früheren Abtei Sainte-Catherine.

### Bevölkerungsentwicklung
| Bevölkerungsentwicklung | Bevölkerungsentwicklung | Bevölkerungsentwicklung | Bevölkerungsentwicklung | Bevölkerungsentwicklung | Bevölkerungsentwicklung | Bevölkerungsentwicklung | Bevölkerungsentwicklung | Bevölkerungsentwicklung |
| ----------------------- | ----------------------- | ----------------------- | ----------------------- | ----------------------- | ----------------------- | ----------------------- | ----------------------- | ----------------------- |
| Jahr                    | 1962                    | 1968                    | 1975                    | 1982                    | 1990                    | 1999                    | 2006                    | 2011                    |
| Einwohner               | 3686                    | 3806                    | 5435                    | 6108                    | 6898                    | 6853                    | 6867                    | 6469                    |

## Sport
Im Jahr 2025 führte die Tour de France auf der 4. Etappe durch die Gemeinde Bonsecours. Auf der D914 wurde mit der Côte de Bonsecours (135 m) eine Bergwertung der 4. Kategorie abgenommen. Insgesamt wies der Anstieg auf einer Länge von 900 Metern eine durchschnittliche Steigung von 7,2 % auf. Die Bergwertung sicherte sich der Norweger Anders Halland Johannessen.

## Sehenswürdigkeiten
- Basilika Notre-Dame de Bonsecours, 1919 errichtet an der Stelle der früheren, im Jahr 1473 zerstörten Kirche, seit 1977 Monument historique
- Château de Bagnères
- Ruinen des früheren Priorats
- Ruinen der alten Burganlage aus dem 8. Jahrhundert
- Belgischer Kriegsfriedhof

## Persönlichkeiten
- Léon-Eugène Méhédin (1828–1905), Archäologe und Architekt
- Alain Lance (* 1939), Schriftsteller und Übersetzer, übersetzte Volker Braun, Franz Fühmann, Ingo Schulze und Christa Wolf ins Französische
- Anny Duperey (* 1947), Schauspielerin und Schriftstellerin